# 인디애나폴리스 어린이 박물관

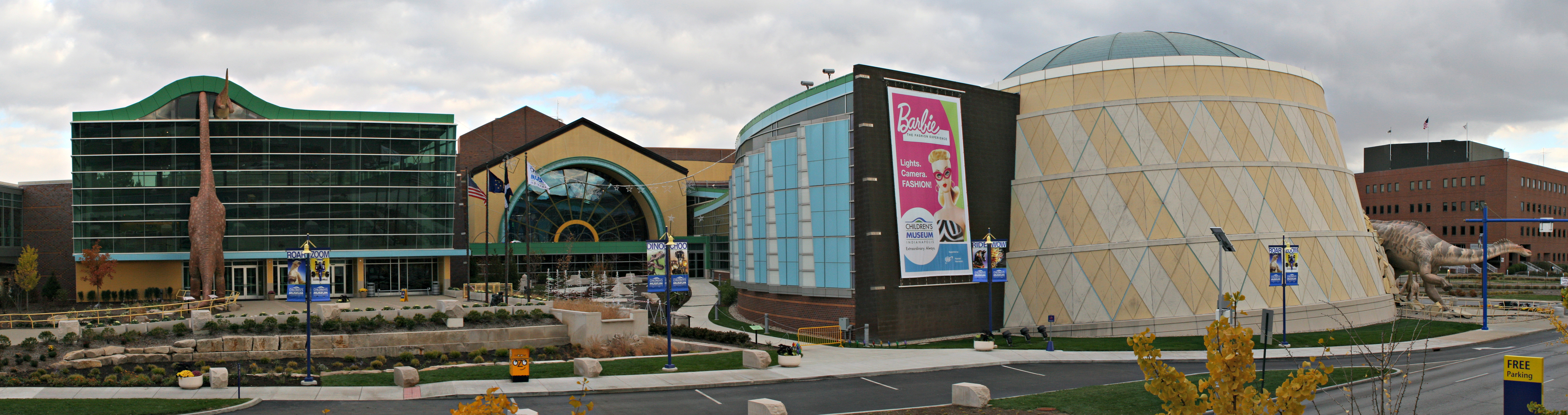
인디애나폴리스 어린이 박물관

인디애나폴리스 어린이 박물관(The Children's Museum of Indianapolis)은 미국 인디애나주 인디애나폴리스에 위치한 어린이 박물관이다.